# Lý Thị Lan
Lý Thị Lan (sinh ngày 12 tháng 9 năm 1974, người H'Mông) là nữ Đại biểu Quốc hội nước Cộng hòa xã hội chủ nghĩa Việt Nam. Bà hiện là Ủy viên Ủy ban Đối ngoại của Quốc hội, Ủy viên Ban Thường vụ Tỉnh ủy Hà Giang, Trưởng Đoàn Đại biểu Quốc hội khóa XV tỉnh Hà Giang.
Lý Thị Lan là đảng viên Đảng Cộng sản Việt Nam, học vị Cử nhân tiếng Trung, Thạc sĩ Quan hệ quốc tế, Cao cấp lý luận chính trị. Bà có nhiều năm kinh nghiệm trong ngành ngoại vụ, đều công tác ở Hà Giang.

## Xuất thân và giáo dục
Lý Thị Lan sinh ngày 12 tháng 9 năm 1974 tại xã Sĩ Hai, nay là xã Hồng Sỹ, huyện Hà Quảng, tỉnh Cao Bằng. Bà lớn lên và tốt nghiệp phổ thông ở Cao Bằng, theo học đại học ở Hà Nội và từng được cử tới Bắc Kinh, Trung Quốc từ tháng 9 năm 1998 đến tháng 7 năm 1999 để học tại Học viện Ngôn ngữ Bắc Kinh, nay là Đại học Ngôn ngữ Bắc Kinh, tốt nghiệp Cử nhân tiếng Trung Quốc. Sau đó, bà tiếp tục học cao học và nhận bằng Thạc sĩ Quan hệ quốc tế. Bà được kết nạp Đảng Cộng sản Việt Nam vào ngày 31 tháng 1 năm 2000, trở thành đảng viên chính thức sau đó 1 năm, từng theo học các khóa chính trị ở Học viện Chính trị Quốc gia Hồ Chí Minh và tốt nghiệp Cao cấp lý luận chính trị. Hiện bà thường trú ở phường Minh Khai, thành phố Hà Giang, tỉnh Hà Giang.

## Sự nghiệp
Tháng 10 năm 1995, sau khi tốt nghiệp đại học, Lý Thị Lan được tuyển dụng công chức vào Ủy ban nhân dân tỉnh Hà Giang, là Chuyên viên Phòng Ngoại vụ thuộc Ban Đối ngoại tỉnh. Bà đi du học Trung Quốc và trở về vào tháng 8 năm 1999, tiếp tục là Chuyên viên Ban Đối ngoại tỉnh, đồng thời là Bí thư Chi đoàn Ban đối ngoại. Tháng 3 năm 2003, bà được bổ nhiệm làm Phó Trưởng phòng Ngoại vụ, kiêm Bí thư Đoàn Ban chỉ đạo phân giới cắm mốc tỉnh Hà Giang. Sang tháng 1 năm 2004, Ban Đối ngoại được chuyển đổi thành Sở Ngoại vụ tỉnh Hà Giang, bà chuyển sang cơ quan này làm Phó Trưởng phòng Ngoại vụ – Lãnh sự, là Quyền Trưởng phòng từ tháng 3 năm 2006, rồi Trưởng phòng từ tháng 9 cùng năm. Tháng 10 năm 2009, bà được bổ nhiệm làm Phó Giám đốc Sở Ngoại vụ Hà Giang.
Tháng 10 năm 2015, tại Đại hội Đảng bộ tỉnh Hà Giang lần thứ XVI, nhiệm kỳ 2015–2020, bà được bầu vào Ban Chấp hành Đảng bộ tỉnh, sang tháng 3 năm 2016 thì được bàn giao Sở, rồi nhậm chức Bí thư Chi bộ, Giám đốc Sở Ngoại vụ tỉnh Hà Giang từ tháng 6 cùng năm, rồi tái đắc cử Tỉnh ủy viên tại Đại hội Đảng bộ tỉnh Hà Giang lần thứ XVII, nhiệm kỳ 2020–2025.
Tháng 5 năm 2021, bà được Ủy ban Mặt trận Tổ quốc Việt Nam tỉnh Hà Giang giới thiệu tham gia ứng cử đại biểu Quốc hội từ Hà Giang, thuộc đơn vị bầu cử số 2 gồm các huyện Vị Xuyên, Bắc Quang, Quang Bình, Hoàng Su Phì và Xín Mần, rồi trúng cử Đại biểu Quốc hội khóa XV với tỷ lệ 85,45%.
Ngày 23 tháng 7 năm 2021, bà được phê chuẩn làm Ủy viên Ủy ban Đối ngoại của Quốc hội và Phó Trưởng Đoàn Đại biểu Quốc hội chuyên trách tỉnh Hà Giang.
Ngày 28 tháng 6 năm 2022, tại Hội nghị Ban Chấp hành Đảng bộ tỉnh lần thứ 9, khóa XVII, Ban Tổ chức Tỉnh ủy đã công bố quyết định của Ban Bí thư Trung ương Đảng về việc chuẩn y bổ sung Ủy viên Ban Thường vụ Tỉnh ủy nhiệm kỳ 2020 – 2025 đối với Lý Thị Lan, Phó Trưởng đoàn chuyên trách Đoàn ĐBQH khóa XV tỉnh Hà Giang. 
Ngày 21 tháng 11 năm 2024, Ủy ban Thường vụ Quốc hội đã ban hành Nghị quyết số 1299/NQ-UBTVQH15 phê chuẩn kết quả bầu Lý Thị Lan, Ủy viên Ban Thường vụ Tỉnh ủy, Phó Trưởng Đoàn chuyên trách Đoàn đại biểu Quốc hội khóa XV tỉnh Hà Giang giữ chức Trưởng Đoàn đại biểu Quốc hội khóa XV tỉnh Hà Giang.